# Popłoch pospolity
Popłoch pospolity (Onopordum acanthium L.) – gatunek rośliny należący do rodziny astrowatych.

## Rozmieszczenie geograficzne
Pochodzi z obszaru śródziemnomorsko-irano-turańskiego. Rozprzestrzenił się jednak i obecnie poza Antarktydą występuje na wszystkich kontynentach i na wielu wyspach. W Europie najstarsze znaleziska archeologiczne pochodzą z epoki żelaza (okres halsztadzki). W XIX wieku do Ameryki Północnej i Australii. Na kontynentach tych stał się uciążliwym chwastem. We florze Polski jest archeofitem, dość pospolicie występującym na całym niżu i w niższych położeniach górskich.

## Morfologia
ŁodygaWzniesiona, gruba, rozgałęziająca się, o wysokości 0,3–2 m. Jest szeroko i kolczasto oskrzydlona oraz wełnisto owłosiona.
LiścieSzarozielone. Dolne krótkoogonkowe, o długości do 30 cm, szerokoeliptyczne i zatokowo klapowane, a brzegi blaszki liściowej mają kolczasto ząbkowane. Górne są podługowate lub wąskoeliptyczne, o blaszce na brzegach zatokowato wykrawanej i również kolczasto ząbkowanej. Podobnie jak łodyga są biało, wełnisto owłosione. Wszystkie liście zbiegają po łodydze.
KwiatyZebrane w duże (3–5 cm długości i szerokości) koszyczki pojedynczo wyrastające na szczytach pędów. Okrywa jest równowąska, o purpurowych, odstających i kłujących listkach (2–4 mm szerokości). Mięsiste dno koszyczka bez plewinek. Znajdują się w nim głębokie dołeczki o ząbkowanych brzegach. Wszystkie kwiaty w koszyczku są jasnopurpurowe, rurkowate, o koronie do 2 cm długiej.
OwocO długości do 6 mm, jajowaty, czworokanciasty z uciętym szczytem, poprzecznymi zmarszczkami i szczecinkowatym puchem kielichowym dwukrotnie dłuższym od owocu.

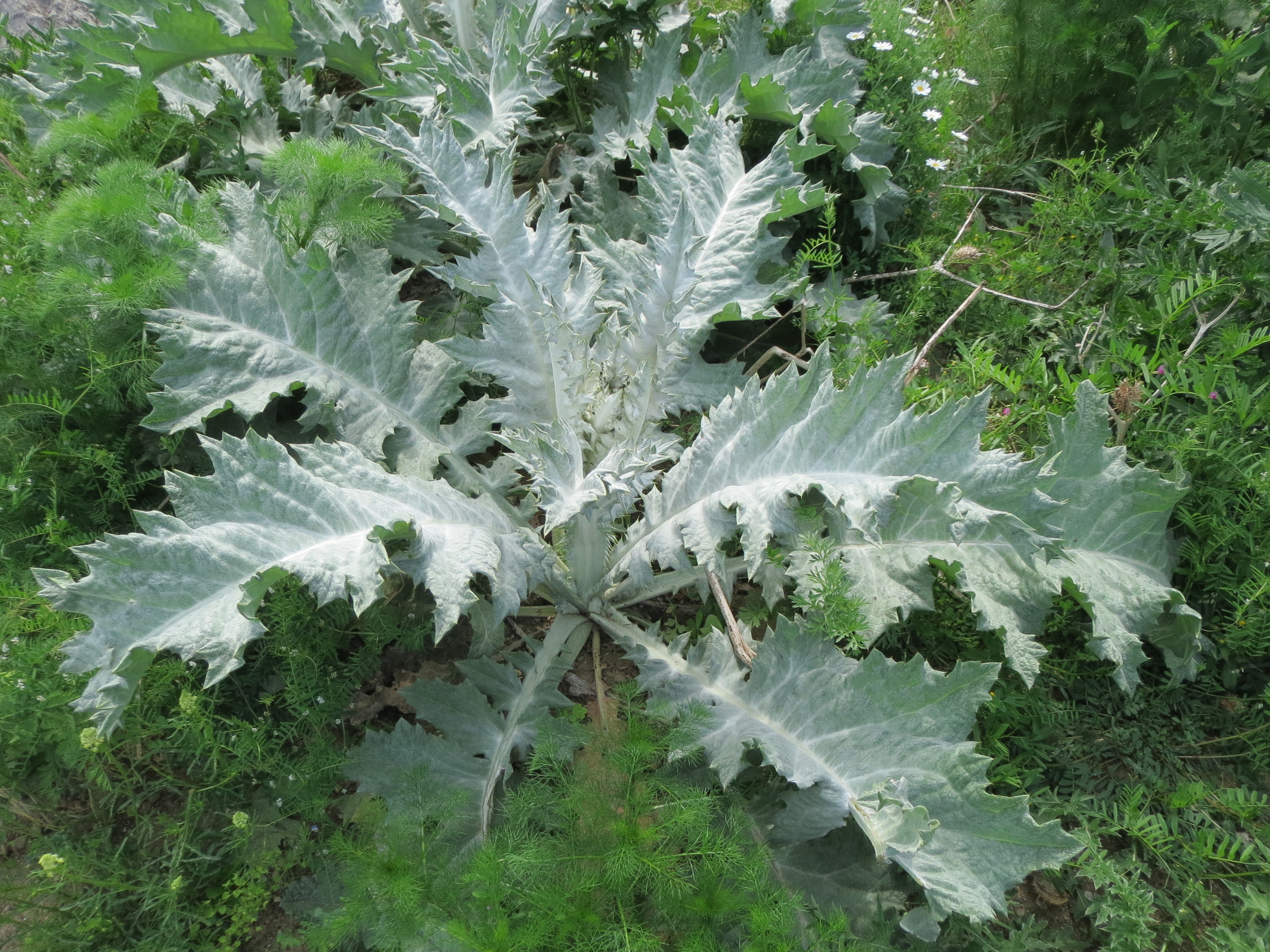
Roczna rozeta liściowa
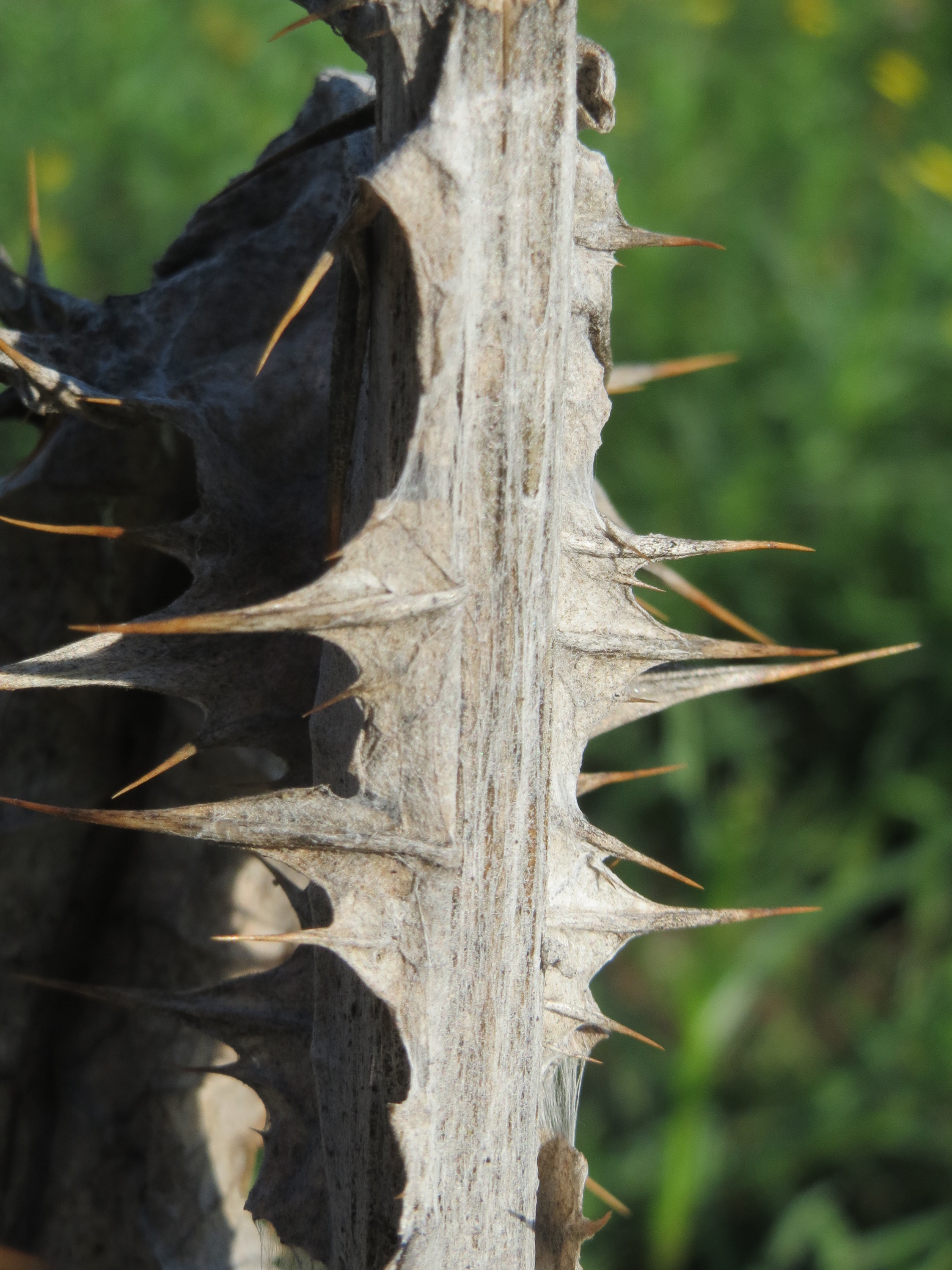
Oskrzydlona łodyga
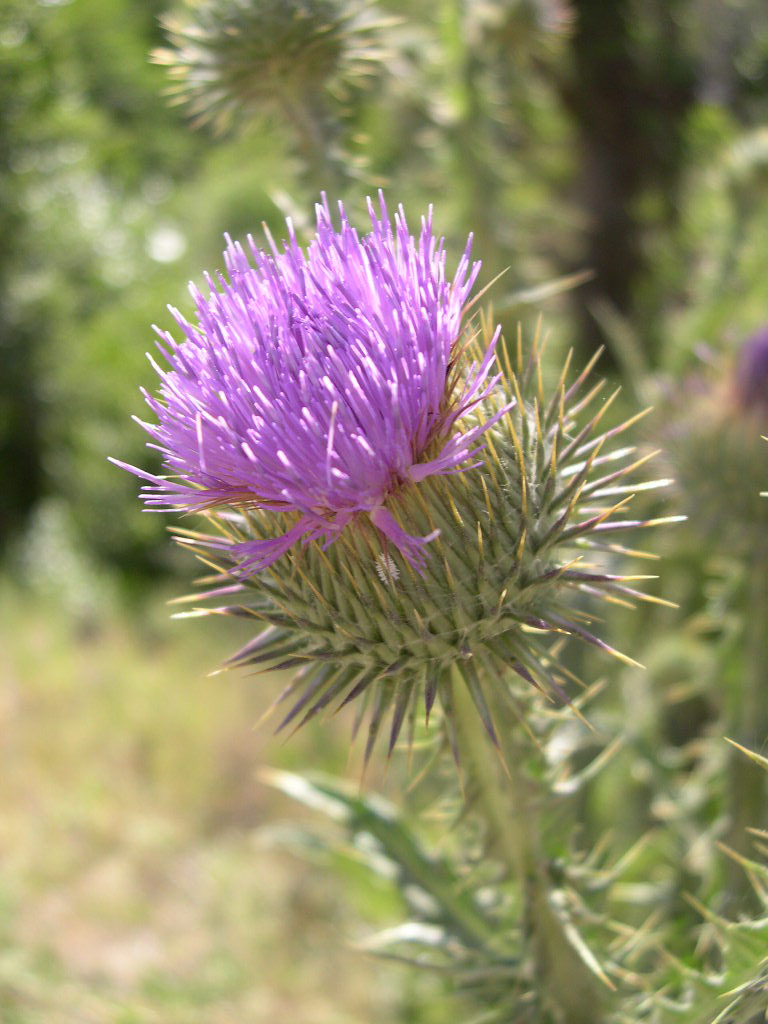
Kwiatostan
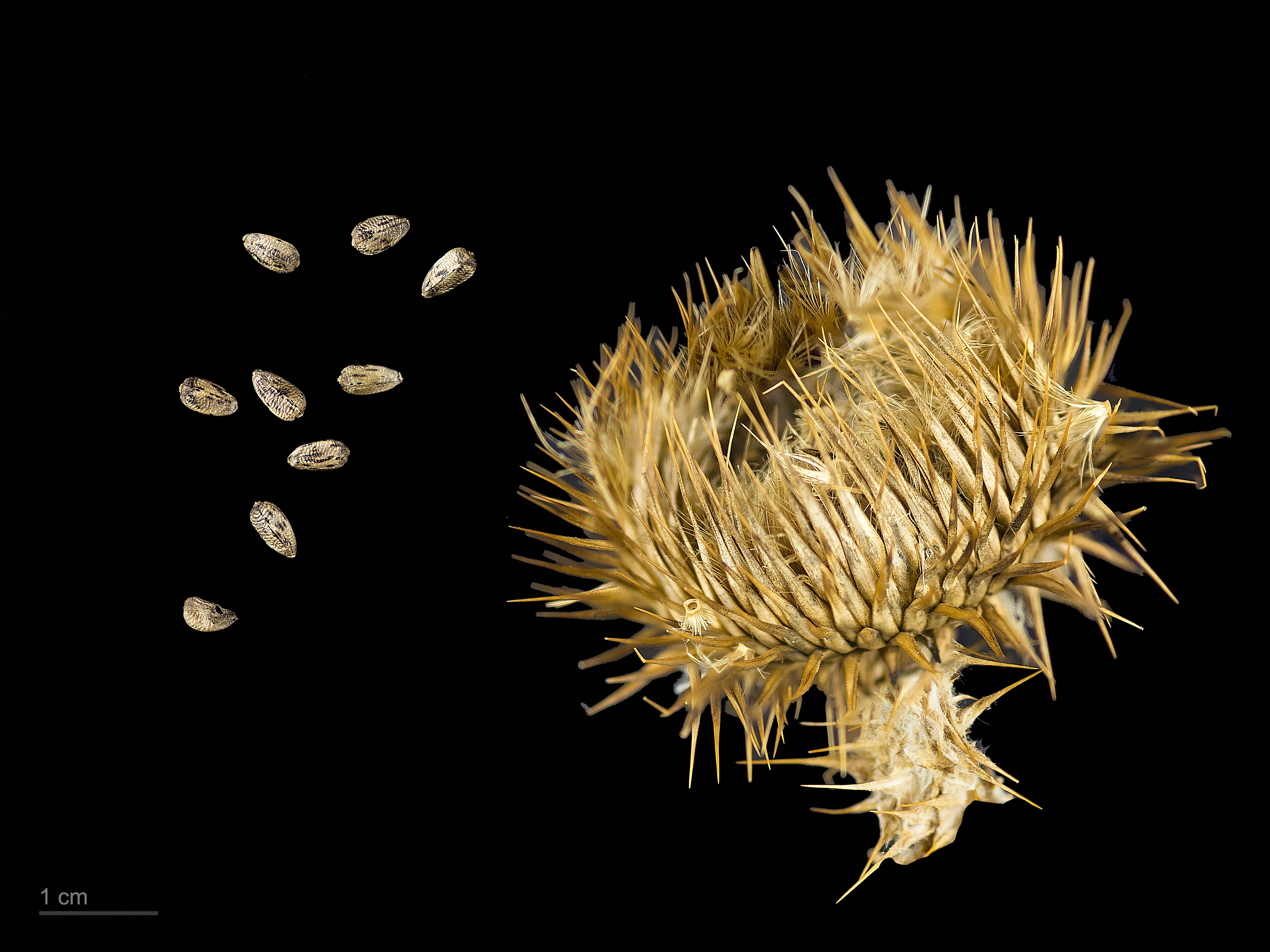
Owoce

## Biologia i ekologia

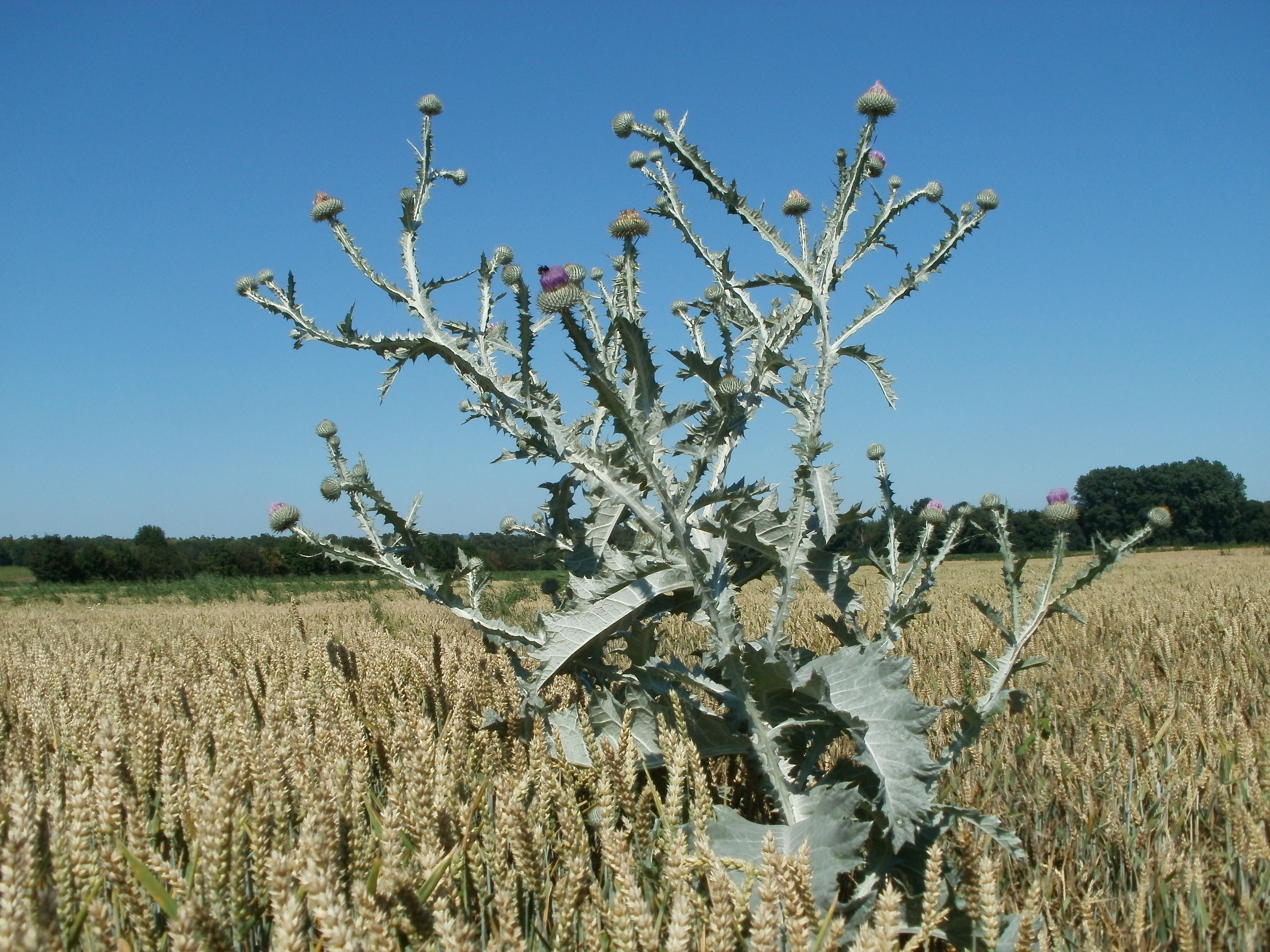
Pokrój rośliny kwitnącej

RozwójRoślina dwuletnia, hemikryptofit. W pierwszym roku wytwarza różyczkę liściową, która zimuje. W drugim roku wyrasta z niej pęd kwiatowy. Po wydaniu owoców roślina obumiera. Roślina miododajna. Kwitnie od lipca do sierpnia, ma przedprątne kwiaty. Roślina wiatrosiewna, wytwarzająca od 8400 do 40 tys. nasion.
SiedliskoSiedliska ruderalne: przydroża, przychacia, pastwiska, nieużytki, kamieniołomy, tereny kolejowe. Występuje najczęściej na glebach piaszczystych w miejscach słonecznych, suchych i ciepłych. W klasyfikacji zbiorowisk roślinnych gatunek charakterystyczny dla zespołu roślinnego Onopordetum acanthii.
Cechy fitochemiczneRoślina trująca: ziele oraz korzeń zawierają olejki eteryczne, flawonoidy, pochodne kumaryny, żywicę, inulinę i śladowe ilości alkaloidów.
Genetyka i zmiennośćLiczba chromosomów (2n = 34. W Europie Środkowej i Zachodniej oprócz formy typowej występują dwa podgatunki: subsp. ceretanum (Sennen) Arènes, subsp. gautieri (Rouy) Bonnier. Gatunek ten tworzy też szereg mieszańców z innymi gatunkami z rodzaju, występują one jednak poza granicami Polski.
Korelacje międzygatunkowePasożytują na nim niektóre gatunki grzybów: Golovinomyces depressus i Podosphaera xanthii powodujące mączniaka prawdziwego, Puccinia acanthii powodujący rdzę i Ramularia cynarae emend powodujący plamistość liści. Na pędach żeruje kilka gatunków mszyc, owadów minujących i innych, na kwiatach niektóre gatunki muchówek.

## Zastosowanie i uprawa
- Ze względu na swoje szarozielone ubarwienie bywa uprawiany jako roślina ozdobna. Wymaga przepuszczalnej gleby i słonecznego stanowiska. Jest w pełni mrozoodporny. Uprawia się go z nasion lub przez odrosty korzeniowe[16].
- Nieco gorzkie korzenie, a także młode odrośla, przyrządza się jako jarzynę. Wielkie koszyczki kwiatowe nadają się w młodym stanie do przyrządzania jak karczochy. Podobnie spożywane jest mięsiste dno koszyczka, które zawiera zamiast skrobi znacznie zdrowszą dla diabetyków inulinę[7].

## Udział w kulturze
Popłoch w dawnych tekstach polskich nazywany był ostem lub akantem. Prawdopodobnie ze względu na ozdobny charakter, popłoch pospolity jest współcześnie utożsamiany z ostem będącym rośliną-symbolem narodowym Szkocji, choć pierwowzorem tego symbolu raczej był ostrożeń lancetowaty. Widnieje na najważniejszym odznaczeniu Szkocji – Orderze Ostu, poza tym jest motywem obecnym w zdobieniach budynków, pamiątek i strojów szkockich. Niektórzy używanie nazwy oset w polskiej nazwie symbolu tłumaczą niezręcznością w skojarzeniu Najstarszego i Najszlachetniejszego Orderu szkockiego z popłochem, czyli paniką. Jest to jednak przykład stosowania nazwy popularnej, która nie jest zgodna ze współcześnie przyjmowaną nazwą botaniczną, gdyż zarówno popłoch pospolity, jak i ostrożeń lancetowaty potocznie uznawane są za odmiany ostów.